# Soppe-le-Haut
Soppe-le-Haut (en alsacià Ewersulzbàch) és un municipi francès, situat a la regió del Gran Est, al departament de l'Alt Rin. L'any 2004 tenia 560 habitants.

## Demografia
| 1962 | 1968 | 1975 | 1982 | 1990 | 1999 |
| ---- | ---- | ---- | ---- | ---- | ---- |
| 258  | 259  | 257  | 336  | 442  | 517  |

## Administració
| Període   | Identitat        | Partit |
| --------- | ---------------- | ------ |
| 2001-2008 | Paul Egly        |        |
| 2008-     | Robert Kuenemann |        |